# Constantina Tomescu
Constantina Tomescu, née Constantina Diṭă, le 23 janvier 1970 à Turburea, est une athlète roumaine, spécialiste du marathon.

## Biographie
Elle remporte le marathon des Jeux olympiques d'été de 2008 à Pékin, en s'étant échappé et avoir couru seule en tête à partir de la mi-course. Après avoir compté à un moment une avance de près de 1 min 30 s, elle finit avec 22 s d'avance dans le temps de 2 h 26 min 44 s.
En 2012, elle termine 86e du marathon olympique des Jeux olympiques de Londres en 2 h 41 min 34 s.

## Vie privée
Elle a un fils, Raphael, né en 1995.

## Palmarès

### Jeux olympiques
- Jeux olympiques d'été de 2008 à Pékin (Chine)
  -  Médaille d'or du marathon

### Championnats du monde d'athlétisme
- Championnats du monde d'athlétisme de 2005 à Helsinki (Finlande) 
  -  Médaille de bronze du marathon

### Championnat du monde de semi-marathon
- Médaille d'or du Championnat du monde 2005 à Edmonton (Canada)
- Médaille de bronze du Championnat du monde 2004 à New Delhi (Inde)

### Championnat du monde de course sur route
- Médaille d'argent du 20 km en 2006 à Debrecen (Hongrie)

### Marathons internationaux
- Vainqueur du Marathon de Chicago en 2004
- 2e du Marathon de Chicago en 2005
- 2e du Marathon de Londres en 2005
- 3e du Marathon de Londres 2004, 2007

## Records
- marathon : 2 h 21 min 30 s (Chicago, 2005)
- semi-marathon : 1 h 08 min 07 s (Chicago, 2006)

### Distinction personnelle
- Trophée AIMS du meilleur athlète de l'année en 2008.